# Halterofilismo nos Jogos Olímpicos de Verão da Juventude de 2014 - Até 63 kg feminino
As provas de halterofilismo na categoria até 63 kg para moças nos Jogos Olímpicos de Verão da Juventude de 2014 decorreram a 21 de agosto de 2014 no Centro Internacional de Exposições de Nanquim, na China. A egípcia Sara Ahmed foi a campeã, seguida de Ana Lilia Ayon, que conquistou a medalha de prata pelo México. A ucraniana Sofiya Zenchenko ficou com o bronze.

## Medalhistas
| Ouro   | EGY Sara Ahmed       |
| Prata  | MEX Ana Lilia Ayon   |
| Bronze | UKR Sofiya Zenchenko |

## Resultados
| Pos.              | Nome                             | Peso corporal | Arranque (kg) | Arranque (kg) | Arranque (kg) | Arranque (kg) | Arremesso (kg) | Arremesso (kg) | Arremesso (kg) | Arremesso (kg) | Total (kg) |
| Pos.              | Nome                             | Peso corporal | 1             | 2             | 3             | Res.          | 1              | 2              | 3              | Res.           | Total (kg) |
| ----------------- | -------------------------------- | ------------- | ------------- | ------------- | ------------- | ------------- | -------------- | -------------- | -------------- | -------------- | ---------- |
| Medalha de ouro   | EGY Sara Ahmed                   | 62,57         | 97            | 103           | 103           | 103           | 118            | 125            | 129            | 125            | 228        |
| Medalha de prata  | MEX Ana Lilia Durán              | 62,14         | 85            | 88            | 90            | 90            | 115            | 118            | 120            | 120            | 210        |
| Medalha de bronze | UKR Sofiya Zenchenko             | 62,89         | 88            | 88            | 88            | 88            | 112            | 118            | 120            | 120            | 208        |
| 4                 | MGL Mönkhjantsangiin Ankhtsetseg | 62,88         | 90            | 90            | 94            | 94            | 113            | 117            | 118            | 113            | 207        |
| 5                 | ROU Florina Sorina Hulpan        | 62,76         | 85            | 88            | 88            | 85            | 105            | 111            | 111            | 105            | 190        |
| 6                 | ARM Sona Poghosyan               | 62,46         | 75            | 75            | 79            | 79            | 95             | 95             | 100            | 100            | 179        |
| 7                 | AUS Kiana Elliott                | 62,60         | 73            | 73            | 78            | 78            | 86             | 88             | 88             | 86             | 164        |
| 8                 | GHA Juliana Arkoh                | 61,36         | 60            | 61            | 62            | 62            | 80             | 80             | 82             | 82             | 144        |